# 茅野市立豊平小学校
茅野市立豊平小学校（ちのしりつとよひらしょうがっこう）は、長野県茅野市にある公立小学校である。
北海道に豊平小学校という名前の学校があるが、まったく違う学校である。

## 概要
一般校舎（鉄筋コンクリート3階）　4,128平方メートル
その他（給食室、プール専用付属室）　283平方メートル
屋内運動場　1,019平方メートル
屋外運動場　8,608平方メートル
プール　25メートル

## 沿革
- 1872年(明治5年)に豊平小学校の前身となる郷学の建法学校(塩之目)、柳川学校(上古田)､新民学校(下古田)、学海小校(南大塩)が開校。
- 1907年(明治40年)豊平尋常高等小学校となる。
- 1954年(昭和29年)茅野町制定により､茅野町立豊平小学校と改称。
- 1958年(昭和33年)、市制施行により茅野市立豊平小学校と改称[1]。

## 特色ある学校づくり
自然体験から学び育つ活動
縄文文化に学び育つ活動
心を耕し響きあう活動
意欲的に取り組む学習活動

## 周辺
- 国道152号
- 豊平保育園
- 豊平郵便局
- 長野県道7号
- 茅野警察署 尖石縄文 交番

## 最寄駅
- 東日本旅客鉄道（JR東日本）中央本線：茅野駅